# Антиок (Охајо)
Антиок (енгл. Antioch) град је у америчкој савезној држави Охајо.

## Демографија
По попису из 2010. године број становника је 86, што је 3 (-3,4%) становника мање него 2000. године.
| Група             | 2000.      | 2010.      |
| Белци             | 86 (96,6%) | 84 (97,7%) |
| Афроамериканци    | 0 (0,0%)   | 1 (1,2%)   |
| Азијати           | 0 (0,0%)   | 0 (0,0%)   |
| Хиспаноамериканци | 3 (3,4%)   | 0 (0,0%)   |
| Укупно            | 89         | 86         |